# Erste Liga 2013-2014
La Erste Liga 2013-2014 (ufficialmente "Heute für Morgen" Erste Liga) è la 40ª edizione del campionato di calcio austriaco di seconda divisione.
La stagione è iniziata il 19 luglio 2013 ed è terminata il 23 maggio 2014; la pausa invernale ha avuto luogo dal 29 novembre 2013 al 28 febbraio 2014.

## Stagione

### Novità
Il Grödig è la squadra campione in carica e promossa in Bundesliga, il Mattersburg la retrocessa dalla Bundesliga e le due neopromosse dalla Regionalliga, il Parndorf ed il Liefering.
Quest'ultima squadra, essendo farm team del Salisburgo, non può giocare nello stesso campionato della "casa madre". Pertanto, se anche dovesse vincere il torneo di Erste Liga, la promozione in Bundesliga sarebbe appannaggio della seconda classificata.

### Formula
Le squadre si affrontano in un doppio girone all'italiana con partite d'andata e ritorno, per un totale di 36 giornate.
La squadra campione verrà promossa in Bundesliga per la stagione 2014-2015.
La penultima classificata disputerà gli spareggi con le vincitrici dei tre gruppi di Regionalliga. L'ultima classificata retrocede direttamente in Regionalliga.
La prima giornata si è disputata venerdì 19 luglio 2013, confermando quanto già adottato nelle ultime stagioni, con le gare di Erste Liga il venerdì e quelle di Bundesliga "spalmate" tra sabato e domenica.

### Avvenimenti
Prima dell'inizio del campionato il First Vienna subisce una penalizzazione di 3 punti per irregolarità nella procedura di richiesta della licenza professionistica.
Il campionato si apre il 19 luglio 2013 e la neopromossa Liefering conquista subito la vittoria, superando nettamente (3-0) il Mattersburg appena retrocesso dalla Bundesliga. Il St. Pölten batte 4-0 il Kapfenberger e si prende la testa della classifica; vittoria anche per il Hartberg contro il First Vienna (4-1). L'Altach ha la meglio contro lo Horn per 3-2; l'unico pareggio della 1ª giornata è quello per 0-0 fra il Parndorf, l'altra neopromossa, e l'Austria Lustenau. Nella 2ª giornata il Liefering si conferma vincendo 4-2 a Horn, mentre il St. Pölten espugna Mattersburg (0-1) e il Kapfenberg batte 2-0 il Parndorf. L'Austria Lustenau perde 0-1 in casa contro il Hartberg che si conferma, così, a punteggio pieno. Nel posticipo serale, il First Vienna cede allo Hohe Warte contro l'Altach e resta in fondo alla classifica.
Nella terza giornata, il 2 agosto, il Liefering conferma la propria leadership superando 4-1 il Parndorf, mentre il St. Pölten batte l'Austria Lustenau 2-0. L'Altach si conferma in alta classifica superando il Kapfenberger 1-0. Pareggio 2-2 tra Hartberg e Horn, con la formazione stiriana che perde i primi due punti della stagione. Nel posticipo serale il Mattersburg sconfigge 3-0 il First Vienna, ottenendo la prima vittoria stagionale; i viennesi restano fanalino di coda. Il quarto turno si apre il 5 agosto con l'anticipo a reti inviolate nel derby stiriano tra Kapfenberger e Hartberg e prosegue il giorno seguente con le altre 4 partite. Il Liefering si conferma quale unica squadra in grado di proseguire a punteggio pieno nella competizione, battendo 5-1 l'Altach a domicilio, mentre il St. Pölten perde 2-0 a Parndorf subendo i primi due gol stagionali in campionato. Partita ricca di gol a Horn, dove il Mattersburg s'impone 4-3 dopo essere stato in svantaggio 3-0 all'intervallo; da segnalare un'interruzione di circa 10 minuti in Austria Lustenau-First Vienna (0-0). Primo punto in classifica per la squadra della capitale, che si porta a -2. I viennesi conquistano la prima vittoria del campionato il successivo 9 agosto, battendo 1-0 il Liefering alla Hohe Warte e infliggendo la prima sconfitta ai salisburghesi, che vengono raggiunti in vetta dall'Altach, vittorioso a St. Pölten sempre per 1-0 nell'unico successo esterno della quinta giornata. Lo Hartberg si avvicina alla vetta superando 3-2 il Parndorf, mentre il Mattersburg (1-0 al Kapfenberger) prosegue nell'opera di "risalita" con la terza vittoria di fila. L'Austria Lustenau conquista la prima vittoria stagionale ai danni dell'Horn (3-0), l'unica squadra ancora a digiuno di vittorie in Erste Liga.
La 6ª giornata, il 16 agosto, vede la disputa di quattro partite alle ore 18:30. Prima vittoria stagionale dell'Horn, a Parndorf (4-1), netto successo del Liefering contro l'Hartberg, alla prima sconfitta stagionale (3-0) e vittorie esterne per First Vienna (2-1 a St. Pölten) e Austria Lustenau (3-1 a Kapfenberg). Nel posticipo delle 20:30, l'Altach batte 3-0 il Mattersburg, confermandosi in testa a pari merito col Liefering.

## Squadre partecipanti
| Club             | Città        | Stadio          | Posizione 2012-2013                               | Dettaglio |
| ---------------- | ------------ | --------------- | ------------------------------------------------- | --------- |
| Altach           | Altach       | Schnabelholz    | 2º posto in Erste Liga                            | 2013-2014 |
| Austria Lustenau | Lustenau     | Reichshof       | 3º posto in Erste Liga                            | 2013-2014 |
| First Vienna     | Vienna       | Hohe Warte      | 7º posto in Erste Liga                            | 2013-2014 |
| Hartberg         | Hartberg     | Hartberg        | 9º posto in Erste Liga                            | 2013-2014 |
| Horn             | Horn         | Horn            | 6º posto in Erste Liga                            | 2013-2014 |
| Kapfenberger     | Kapfenberg   | Franz Fekete    | 5º posto in Erste Liga                            | 2013-2014 |
| Liefering        | Salisburgo   | Wals-Siezenheim | 1º posto in Regionalliga West vincitore spareggio | 2013-2014 |
| Mattersburg      | Mattersburg  | Pappel          | 10º posto in Bundesliga                           | 2013-2014 |
| Parndorf         | Parndorf     | Heideboden      | 1º posto in Regionalliga Ost vincitore spareggio  | 2013-2014 |
| St. Pölten       | Sankt Pölten | NV Arena        | 4º posto in Erste Liga                            | 2013-2014 |

## Allenatori
Cinque squadre cambiano guida tecnica rispetto alla stagione precedente. Il Mattersburg, dopo la retrocessione dalla Bundesliga, affida la panchina a Tatar, il cui contratto col First Vienna era terminato, mentre Lederer passa al ruolo di direttore sportivo, dopo nove anni in panchina. Streiter, scaduto il contratto, viene sostituito da Schuldes sulla panchina dello Horn; così come il First Vienna ingaggia Fellner per rimpiazzare Tatar. Il Kapfenberger assume Russ, già tecnico delle giovanili, allo scadere del contratto di Schmidt. Friesenbichler diviene il nuovo tecnico dello Hartberg il 25 maggio 2013, sostituendo l'allenatore ad interim Ofner.
Sono solo due gli allenatori stranieri dell'Erste Liga: l'islandese Kolviðsson e il tedesco Zeidler, confermati dai rispettivi club, Austria Lustenau e Liefering. L'altra neopromossa, il Parndorf, continua ad affidarsi a Hafner, così come fanno anche St. Pölten ed Altach, sulle cui panchine restano Scherb e Canadi.
Il primo cambio a campionato in corso è quello del First Vienna, che il 3 agosto esonera Fellner affidando la squadra a Kurt Garger, allenatore ad interim.

### Tabella riassuntiva
| Club             | Allenatore           | In carica da      |
| ---------------- | -------------------- | ----------------- |
| Altach           | Damir Canadi         | 7 gennaio 2013    |
| Austria Lustenau | Helgi Kolviðsson     | 1º luglio 2011    |
| First Vienna     | Gerhard Fellner      | 4 giugno 2013     |
| Hartberg         | Bruno Friesenbichler | 25 maggio 2013    |
| Horn             | Willhelm Schuldes    | 1º giugno 2013    |
| Kapfenberger     | Kurt Russ            | 5 giugno 2013     |
| Liefering        | Peter Zeidler        | 9 ottobre 2012    |
| Mattersburg      | Alfred Tatar         | 10 giugno 2013    |
| Parndorf         | Paul Hafner          | 26 settembre 2011 |
| St. Pölten       | Martin Scherb        | 1º luglio 2007    |

### Allenatori esonerati, dimessi e subentrati
- First Vienna: esonerato Gerhard Fellner (il 3 agosto 2013) - subentrato Kurt Garger (ad interim)[27]

## Classifica
|  | Pos. | Squadra          | Pt | G  | V  | N  | P  | GF | GS | DR  |
|  | ---- | ---------------- | -- | -- | -- | -- | -- | -- | -- | --- |
|  | 1.   | Altach           | 73 | 36 | 21 | 10 | 5  | 79 | 41 | +38 |
|  | 2.   | Austria Lustenau | 59 | 36 | 16 | 11 | 9  | 57 | 36 | +21 |
|  | 3.   | Liefering        | 57 | 36 | 16 | 9  | 11 | 72 | 48 | +24 |
|  | 4.   | St. Pölten       | 53 | 36 | 15 | 8  | 13 | 52 | 48 | +4  |
|  | 5.   | Kapfenberger     | 52 | 36 | 16 | 4  | 16 | 55 | 48 | +7  |
|  | 6.   | Mattersburg      | 44 | 36 | 11 | 11 | 14 | 53 | 67 | -14 |
|  | 7.   | Horn             | 44 | 36 | 12 | 8  | 16 | 52 | 70 | -18 |
|  | 8.   | Hartberg         | 44 | 36 | 11 | 11 | 14 | 41 | 60 | -19 |
|  | 9.   | Parndorf         | 39 | 36 | 11 | 6  | 19 | 41 | 59 | -18 |
|  | 10.  | First Vienna     | 20 | 36 | 9  | 6  | 21 | 36 | 61 | -25 |

Legenda:

      Promossa in Bundesliga 2014-2015

      Ammessa allo spareggio promozione-retrocessione

      Retrocessa in Regionalliga 2014-2015

Note:

Tre punti a vittoria, uno a pareggio, zero a sconfitta.
In caso di arrivo di due o più squadre a pari punti, la graduatoria verrà stilata secondo la classifica avulsa tra le squadre interessate che prevede, in ordine, i seguenti criteri:
- Punti negli scontri diretti
- Differenza reti negli scontri diretti
- Differenza reti generale
- Reti realizzate in generale
- Sorteggio

## Risultati

### Calendario
| andata (1ª) | andata (1ª) | 1ª giornata               | ritorno (10ª) | ritorno (10ª) |
|             |             |                           |               |               |
| 19 lug.     | 4-1         | Hartberg-First Vienna     | 0-3           | 20 set.       |
| 19 lug.     | 0-0         | Parndorf-Austria Lustenau | 1-2           | 20 set.       |
| 19 lug.     | 4-0         | St. Pölten-Kapfenberger   | 0-1           | 20 set.       |
| 19 lug.     | 3-2         | Altach-Horn               | 0-0           | 20 set.       |
| 19 lug.     | 3-0         | Liefering-Mattersburg     | 0-2           | 20 set.       |

| andata (2ª) | andata (2ª) | 2ª giornata               | ritorno (11ª) | ritorno (11ª) |
|             |             |                           |               |               |
| 26 lug.     | 0-1         | Mattersburg-St. Pölten    | 0-1           | 27 set.       |
| 26 lug.     | 0-1         | Austria Lustenau-Hartberg | 1-0           | 27 set.       |
| 26 lug.     | 2-0         | Kapfenberger-Parndorf     | 1-1           | 27 set.       |
| 26 lug.     | 2-4         | Horn-Liefering            | 2-4           | 27 set.       |
| 26 lug.     | 1-4         | First Vienna-Altach       | 1-4           | 27 set.       |

| andata (3ª) | andata (3ª) | 3ª giornata                 | ritorno (12ª) | ritorno (12ª) |
|             |             |                             |               |               |
| 2 ago.      | 2-2         | Hartberg-Horn               | 2-1           | 4 ott.        |
| 2 ago.      | 4-1         | Liefering-Parndorf          | 0-0           | 4 ott.        |
| 2 ago.      | 2-0         | St. Pölten-Austria Lustenau | 1-1           | 4 ott.        |
| 2 ago.      | 1-0         | Altach-Kapfenberger         | 0-3           | 4 ott.        |
| 2 ago.      | 3-0         | Mattersburg-First Vienna    | 1-3           | 4 ott.        |

| andata (4ª) | andata (4ª) | 4ª giornata                   | ritorno (13ª) | ritorno (13ª) |
|             |             |                               |               |               |
| 5 ago.      | 0-0         | Kapfenberger-Hartberg         | 2-0           | 18 ott.       |
| 6 ago.      | 3-4         | Horn-Mattersburg              | 1-0           | 18 ott.       |
| 6 ago.      | 0-0         | Austria Lustenau-First Vienna | 2-0           | 18 ott.       |
| 6 ago.      | 2-0         | Parndorf-St. Pölten           | 0-2           | 18 ott.       |
| 6 ago.      | 5-1         | Liefering-Altach              | 2-4           | 18 ott.       |

| andata (5ª) | andata (5ª) | 5ª giornata              | ritorno (14ª) | ritorno (14ª) |
|             |             |                          |               |               |
| 9 ago.      | 3-2         | Hartberg-Parndorf        | 0-4           | 22 ott.       |
| 9 ago.      | 1-0         | Mattersburg-Kapfenberger | 1-3           | 22 ott.       |
| 9 ago.      | 3-0         | Austria Lustenau-Horn    | 2-0           | 21 ott.       |
| 9 ago.      | 1-0         | First Vienna-Liefering   | 2-0           | 22 ott.       |
| 9 ago.      | 0-1         | St. Pölten-Altach        | 0-3           | 22 ott.       |

| andata (6ª) | andata (6ª) | 6ª giornata                   | ritorno (15ª) | ritorno (15ª) |
|             |             |                               |               |               |
| 16 ago.     | 1-4         | Parndorf-Horn                 | 2-2           | 25 ott.       |
| 16 ago.     | 3-0         | Liefering-Hartberg            | 2-2           | 25 ott.       |
| 16 ago.     | 1-2         | St. Pölten-First Vienna       | 2-1           | 25 ott.       |
| 16 ago.     | 1-3         | Kapfenberger-Austria Lustenau | 4-2           | 25 ott.       |
| 16 ago.     | 3-0         | Altach-Mattersburg            | 3-3           | 25 ott.       |

| andata (7ª) | andata (7ª) | 7ª giornata                | ritorno (16ª) | ritorno (16ª) |
|             |             |                            |               |               |
| 23 ago.     | 0-4         | Hartberg-Altach            | 0-3           | 1° nov.       |
| 23 ago.     | 3-0         | Mattersburg-Parndorf       | 1-2           | 1° nov.       |
| 23 ago.     | 3-3         | Austria Lustenau-Liefering | 1-1           | 1° nov.       |
| 23 ago.     | 1-2         | First Vienna-Kapfenberger  | 0-3           | 1° nov.       |
| 23 ago.     | 3-1         | Horn-St. Pölten            | 2-5           | 1° nov.       |

| andata (8ª) | andata (8ª) | 8ª giornata             | ritorno (17ª) | ritorno (17ª) |
|             |             |                         |               |               |
| 30 ago.     | 4-4         | Mattersburg-Hartberg    | 3-1           | 8 nov.        |
| 30 ago.     | 1-0         | First Vienna-Parndorf   | 0-2           | 8 nov.        |
| 30 ago.     | 1-4         | St. Pölten-Lustenau     | 1-0           | 8 nov.        |
| 30 ago.     | 3-1         | Kapfenberger-Horn       | 2-0           | 8 nov.        |
| 30 ago.     | 0-0         | Altach-Austria Lustenau | 1-1           | 8 nov.        |

| andata (9ª) | andata (9ª) | 9ª giornata                  | ritorno (18ª) | ritorno (18ª) |
|             |             |                              |               |               |
| 13 sett.    | 1-0         | Hartberg-St. Pölten          | 0-1           | 22 nov.       |
| 13 sett.    | 0-2         | Parndorf-Altach              | 1-4           | 22 nov.       |
| 13 sett.    | 0-2         | Liefering-Kapfenberger       | 1-0           | 22 nov.       |
| 13 sett.    | 3-1         | Horn-First Vienna            | 2-1           | 22 nov.       |
| 13 sett.    | 4-0         | Austria Lustenau-Mattersburg | 2-2           | 22 nov.       |

### Squadre

#### Record
- Maggior numero di vittorie:  Altach (21)
- Minor numero di sconfitte:  Altach (5)
- Migliore attacco:  Altach (79 gol fatti)
- Miglior difesa:  Austria Lustenau (36 gol subiti)
- Miglior differenza reti:  Altach (+38)
- Maggior numero di pareggi:  Austria Lustenau (11)
- Minor numero di pareggi:  Kapfenberger (4)
- Maggior numero di sconfitte:  First Vienna (21)
- Minor numero di vittorie:  First Vienna (9)
- Peggiore attacco:  First Vienna (36 gol fatti)
- Peggior difesa:  Horn (70 gol subiti)
- Peggior differenza reti:  First Vienna (-25)

### Individuali

#### Classifica marcatori
.
| Gol |  |  | Giocatore             | Squadra     |
| --- |  |  | --------------------- | ----------- |
| 22  |  |  | Johannes Aigner       | Altach      |
| 13  |  |  | Nils Quaschner        | Liefering   |
| 11  |  |  | Günter Friesenbichler | Hartberg    |
| 11  |  |  | Ingo Klemen           | Mattersburg |
| 9   |  |  | Sandro Djurić         | Liefering   |
| 8   |  |  | Andreas Bammer        | Liefering   |
| 8   |  |  | Manuel Hartl          | Horn        |

#### Record
- Capocannoniere: Johannes Aigner (22 gol)
- Maggior numero di gol in una partita (3): Sandro Djurić (Horn-Liefering 2-4, 26 luglio 2013) e Bernd Gschweidl (Parndorf-Horn 1-4, 16 agosto 2013)

### Arbitri
Di seguito è indicata, in ordine alfabetico, la lista degli arbitri che prendono parte alla Erste Liga 2013-2014. Tra parentesi è riportato il numero di incontri diretti.
- Philipp Aiginger (3)
- Walter Altmann (4)
- Christian Dintar (3)
- Oliver Drachta (2)
- Bernd Eigler (5)
- René Eisner (1)
- Andreas Feichtinger (4)
- Sebastian Gishamer (6)
- Gerhard Grobelnik (4)
- Markus Hameter (1)
- Alexander Harkam (2)

- Andreas Heiß (5)
- Bernd Hirschbichler (4)
- Christopher Jäger (6)
- Andreas Kollegger (4)
- Harald Lechner (3)
- Dieter Muckenhammer (3)
- Dominik Ouschan (2)
- Robert Schörgenhofer (1)
- Manuel Schüttengruber (3)
- Helmut Trattnig (4)
- Julian Weinberger (5)

### Partite
- Più gol (8):  Mattersburg- Hartberg 4-4, 30 agosto 2013
- Maggiore scarto di gol (+ 4):  St. Pölten- Kapfenberger 4-0, 19 luglio 2013 e  Liefering- Altach 5-1, 6 agosto 2013
- Maggior numero di reti in una giornata (23): 15ª giornata
- Minor numero di reti in una giornata (9): 10ª giornata